# Майборода Сергій Федотович
Майборода Сергій Федотович (нар. 24 квітня 1959, Миколаїв) — український політик, депутат Верховної Ради України, член фракції Партії регіонів (з 03.2010), член Комітету з питань будівництва, містобудування і житлово-комунального господарства та регіональної політики (з 04.2010); голова Миколаївського міського відділення Партії регіонів (з 2005).
Народився 24 квітня 1959 (м. Миколаїв); укр.; дружина Алла Едуардівна (1960) — домогосподарка; дочка Ірина (1984).

## Освіта
Миколаївський будівельний технікум (1976—1979); Одеський інженерно-будівельний інститут (1985), інженер-будівельник-технолог.

## Трудова діяльність
Народний депутат України 6 скликання з 03.2010 від Партії регіонів, № 189 в списку. На час виборів: народний депутат України, член Партії регіонів.
Народний депутат України 5 скликання 04.2006-11.2007 від Партії регіонів, № 184 в списку. На час виборів: засткпник голови з організаційних питань Миколаївського обласного відділення Партії регіонів. Член Комітету з питань будівництва, містобудування і житлово-комунального господарства (з 07.2006), член фракції Партії регіонів (з 05.2006).
03.1998 — кандидат в народні депутати України, виборчий округ № 128, Миколаївська область. З явкою 61,7 %, проголосувало за 14,9 % виборців, 2 місце з 20 претендентів. На час виборів: народний депутат України, член КПУ.
Народний депутат України з 12.1995 (2-й тур) до 04.1998, Корабельний виборчий округ № 284, Миколаївська область, висунутий КПУ. Член Комітету з питань правової політики та судово-правової реформи. Член депутатської фракції комуністів. На час виборів: голова Миколаївської обласної спілки молоді, член КПУ.
- 1979—1984 — майстер, комбінат «Миколаївпромбуд».
- 1984 — секретар комітету комсомолу, трест «Суднопромбуд».
- 1984—1988 — завідувач оргвідділу комсомольських організацій, Ленінський РК ЛКСМУ м. Миколаєва.
- 1988—1989 — начальник виконробської дільниці на будівництві міського МЖК тресту «Миколаївбуд».
- 1989—1990 — інструктор оргвідділу, Ленінський РК КПУ м. Миколаєва.
- 1990—1994 — 1-й секретар, Ленінський РК ЛКСМУ м. Миколаєва.
- 1994—1995 — голова, Спілка молодіжних організацій Миколаївщини.
- 1998—2000 — тимчасово не працював.
- 2001—2006 — заступник голови з організаційних питань, Миколаївського обласного відділення Партії регіонів.

Був секретарем Миколаївського обласного комітету КПУ (з 1995), член ПК(б)У.

## Джерело
- ЦВК